# Ремігайло Іван Вікторович
Іван Вікторович Ремігайло (*22 травня 1929), Устинівка, Лисичанський район Луганської області) — радянський робітник, водій, бригадир комплексної механізованої бригади, Герой Соціалістичної Праці.

## Біографія
Народився в 1929 році в Україні.
Трудову діяльність розпочав у 1943 році. Закінчив технікум. Працював інструктором в автошколі на Алтаї, водієм в Магаданi. Брав участь у будівництві хімічного комбінату в Сєвєродонецьку на будівництві хімічного комбінату.
Приїхав в Тольятті з Донбаса. Ініціатор створення комплексної механізованої бригади автотранспортного ділянки № 3 управління автомобільного транспорту ПСМО"Куйбишевгідрострой", яку і очолював з 1967 по 1985 рік. Працював на будівництві Волзького автозаводу і Автозаводського району Тольятті. Розробив економічний метод підготовки котлованів до будівництва споруд.
З 1989 по 1993 рік працював на будівництві промислових об'єктів в Іраку.
Будучи членом обласного комітету захисту миру, Ремігайло об'їздив двадцять країн. Зустрічався з керівництвом країни — Брежнєвим і Підгорним.
З 1993 року перебуває на пенсії. Проживає в Тольятті.

## Нагороди
- Герой Соціалістичної Праці (1973).
- Орден Леніна (1973)
- Орден Жовтневої Революції.
- Медаль"За доблесну працю"